# El recluta
El recluta (títol original: The Sad Sack) és una pel·lícula de comèdia estatunidenca de 1957 basada en el personatge de Harvey Comics del mateix títol, creat per George Baker. La pel·lícula està dirigida per George Marshall, protagonitzada per Jerry Lewis i Peter Lorre i va ser estrenada per Paramount Pictures. Està doblada al català.

## Argument
Un heroi maldestre però amb una memòria fotogràfica acaba al Marroc com a soldat a la Legió Estrangera francesa.

## Repartiment
- Jerry Lewis com soldat Bixby
- Phyllis Kirk com major Shelton
- Peter Lorre com Abdul
- Liliane Montevecchi com Zita
- David Wayne com caporal Dolan
- Joe Mantell com soldat Wenaslavsky
- Gene Evans com sergent Pulley
- Shepperd Strudwick com major Vanderlip
- Mary Treen com sergent Hansen

## Producció
La pel·lícula està basada en el personatge de còmic de George Baker. Hal B. Wallis va comprar els drets de la pel·lícula amb la intenció del projecte protagonitzat per l'equip de comèdia Martin i Lewis, però es van separar abans que comencés el rodatge. El recluta va ser rodat entre el 18 de març i el 31 de maig de 1957 i es va estrenar el 27 de novembre. Va ser reestrenat el 1962 com a doble llargmetratge amb un altre cinta de Jerry Lewis, The Delicate Delinquent, les dues primeres pel·lícules que Lewis va fer sense Dean Martin.

## Recepció
Un crític de Variety va dir que "el títol, una pista de què tracta la pel·lícula, i Jerry Lewis com a protagonista, comuniquen el missatge sobre aquesta nova producció de Hal B. Wallis. És l'antic joc de l'exèrcit, renovat. Però és divertit. Ninguna exploració imaginativa, basant-se en el tipus d'estrany amb el qual Lewis s'identifica. Divertit per aquells que ho intenten". Harold Whitehead de The Montreal Gazette va dir que "els fans de la seva particular marca de comèdia, sens dubte, s'ho passaran bé veient aquesta pel·lícula".